# Axel Smith
Axel Smith, född 1986, är en svensk schackspelare, och sedan december 2015 den 24:e svenska stormästaren i schack. Han säkrade titeln i en turnering i Kescmet i Ungern.
Det blev slutet på en jakt på stormästartiteln – en jakt som startade 2013, då han tog sin första stormästarinteckningen i Nordiska Mästerskapet som han vann. Den andra stormästarinteckningen bärgades i Politiken Cup sommaren 2015, och i ungerska Kescmet i december 2015 kom så den tredje och sista inteckningen.
I sitt examensarbete på Lunds universitet skrev Axel Smith romanen Stormästarna som handlar om tre schackspelare som kuskar runt i Europa för att försöka ta stormästartiteln.
Axel Smith tillhör Lunds Akademiska Schackklubb och tillhörde klubbens elitserielag som tog SM-guld 2010/2011. 2013 blev Axel nordisk mästare med en andraplats på XTRACON GRAND MASTER 2013 
Smith deltar i den högsta SM-gruppen i schack-SM i Uppsala 16–24 2016. Han spelar i SM-gruppen som bytt namn till Sverigemästarklassen i samarbete med Erik Penser. Han gjorde sin första start i högsta gruppen redan 2007 sedan segern i junior-SM året innan gett honom en direktplats dit.
| År   | Placering på SM |
| ---- | --------------- |
| 2007 | 8:a             |
| 2008 | 11:a            |
| 2012 | 3:a             |
| 2013 | 4:a             |
| 2015 | 4:a             |
| 2016 | 4:a             |
| 2017 | 4:a             |
| 2018 | 4:a             |
| 2019 | 7:a             |
| 2021 | 7:a             |

## Författare och redaktör
Axel Smith gav 2013 ut boken Pump up your rating som röstades fram till Book of the Year 2013 av Chess Cafe. De övriga kandidaterna var The King’s Gambit  av John Shaw och Aron Nimzowitsch av Rudolf Reinhardt.
Smith är sedan sommaren 2014 redaktör för Tidskrift för schack, Sveriges schackförbunds medlemstidning som kommer ut med fyra nummer per år.

## Löpare
Axel Smith tävlar i maraton, på Berlin Maraton 2021 satte Smith personbästa på 2:28:47 och placerade sig på 56:e plats. 